# (15846) Billfyfe
(15846) Billfyfe est un astéroïde de la ceinture principale.

## Description
(15846) Billfyfe est un astéroïde de la ceinture principale. Il fut découvert le 20 octobre 1995 à Kitt Peak par le projet Spacewatch. Il présente une orbite caractérisée par un demi-grand axe de 2,45 UA, une excentricité de 0,14 et une inclinaison de 5,7° par rapport à l'écliptique.

## Compléments